# Fantastico
Fantastico (укр. Фантастика) — італійська музично-розважальна телепередача, що транслювалася на телеканалі Rai 1.

## Історія
Телепередача транслювалася з 1979 по 1991 роки щотижня у суботу ввечері, на телеканалі Rai 1. Перерва була тільки у 1980 році, коли передачу було замінено на ігрове шоу «Scacco Matto». Протягом останніх 13 епізодів «Fantastico» також було пов'язано з італійською національної лотереєю, у ефірі нагороджувалися переможці.
Перші випуски «Fantastico» в середньому збирали 23,6 мільйонів глядачів. Рейтинги переглядів останніх випусків телешоу з ведучими Раффаелла Карра і Джонні Дореллі значно впали — до 7,8 мільйонів глядачів. У зв'язку з цим «Fantastico» було замінено розважальну-телевікторину «Scommettiamo che…?».
Спробу відродити шоу було зроблено в 1997 році, ведучим було обрано актора-коміка Енріко Монтесано. Через низькі рейтинги передачу довелося знову закрити.

## Сезони
| #  | Рік  | Ведучі                                                                                                   |
| -- | ---- | --- |
| 1  | 1979 | Лоретта Гогі з Беппе Грілло і Хізер Парізі                                                               |
| 2  | 1981 | Волтер К'ярі, Оріелла Дорелла, Хізер Парізі, Роміна Пауер, Мемо Реміджі, Джиджі Сабані і Клаудіо Кокетто |
| 3  | 1982 | Коррадо і Раффаелла Карра з Джиджі Сабані і Ренато Дзерро                                                |
| 4  | 1983 | Джиджі Пройєтті з Хізер Парізі і Тереза Де Сіо                                                           |
| 5  | 1984 | Піппо Баудо з Хізер Парізі, Елеонора Брільядорі і Хосе Луїс Морено                                       |
| 6  | 1985 | Піппо Баудо з Лорелла Куккаріні, Галін Горг і Беппе Грілло                                               |
| 7  | 1986 | Піппо Баудо з Лорелла Куккаріні, Алессандра Мартінез, тріо Лопез-Маркезіні-Соленгі і Ніно Фразіка        |
| 8  | 1987 | Адріано Челентано з Маріса Лауріто, Хізер Парізі, Массімо Больді і Мауріціо Мікелі                       |
| 9  | 1988 | Енріко Монтесано і Анна Окса                                                                             |
| 10 | 1989 | Массімо Ранієрі з Анна Окса, Алессандра Мартінез, Джанкарло Магаллі і Енді Луотто                        |
| 11 | 1990 | Піппо Баудо з Маріса Лауріто, Джорджо Фалетті і Джованотті                                               |
| 12 | 1991 | Раффаелла Карра і Джонні Дореллі, з Джанфранко Д'Анжело                                                  |